# Raïon d'Aniva
Le raïon d'Aniva (russe : Анивский район) est l'une des dix-sept subdivisions administratives (raïons) de l'oblast de Sakhaline, à l'est de la Russie. En tant que division municipale, il est intégré à l'okroug urbain d'Aniva. Il est situé au sud de l'oblast. Sa superficie est de 2 684,8 km2. Son centre administratif est la ville d'Aniva. La population du raïon (en excluant le centre administratif) était de 17 533 (2010); 15 272 (2002) 36 740 (1989).